# Jiaozuo
Jiaozuo is een stad in de gelijknamige prefectuur in het noorden van de Chinese provincie Henan, Volksrepubliek China.
Bij de volkstelling van 2020 had de stad 874.733 inwoners, de gehele prefectuur had 3.521.078 inwoners.
Jiaozuo ligt aan de Huanghe. Het grenst in het zuiden aan Zhengzhou, in het oosten aan Xinxiang, in het westen aan Jiyuan, in het zuidwesten aan Luoyang en in het noorden aan de provincie Shanxi.